# وفيات الأعيان وأنباء أبناء الزمان
وَفَـيَات الأعيان أحد كتب السير والتراجم، ألفه القاضي ابن خلكان (608 هـ-681 هـ)، يعد الكتاب أحد الكتب المهمة والمتخصصه في علم التراجم، وهو يعد من أهم المصادر في التراجم والتاريخ، فهو معجم في التراجم، وكتاب في التاريخ ومنه التاريخ الأدبي، إلا أنه كتاب تراجم أكثر منه كتاب تاريخ، وقد أدرج ابن خلكان في بعض تراجمه تاريخ الصفاريين وتاريخ دولة السلاجقة وتاريخ الدولة العبيدية وتاريخ الدولة الأيوبية. وقد ترجم فيه ابن خلكان ما يزيد عن 850 علما لمختلف الخلفاء والأمراء والوزراء والعلماء وغيرهم.
ولم يذكر المؤرخ ابن خلكان في كتابة ترجمة لأحد من الصحابة ولا من التابعين إلا جماعة يسيرة تدعو حاجة كثير من الناس على معرفة أحوالهم، وكذلك الحال في الخلفاء فلم يذكر أحدا منهم، ولكن ذكر جماعة من الأفاضل الذين شاهدهم ونقل عنهم أو كانوا في زمانه ولم يرهم، ليطلع من يأتي بعده على حالهم، ولم يقتصر ابن خلكان على طائفة مخصوصة مثل العلماء أو الملوك أو الأمراء أو الوزراء أو الشعراء، بل تحدث في كتابة عن كل من له شهرة بين الناس ويقع السؤال عنه فذكر أحواله، وأثبت وفاته ومولده، ورفع نسبه ومحاسنه، وافتتحه بخطبة وجيزة قدم فيها للكتاب وللدافع الذي دعاه لتأليفه.

## سبب التأليف
يقول القاضي ابن خلكان في مقدمة كتابه وَفَـيَات الأعيان:
| وفيات الأعيان وأنباء أبناء الزمان | هذا مختصر في التاريخ، دعاني إلى جمعه أني كنت مولعاً بالاطلاع على أخبار المتقدمين من أولي النباهة وتواريخ وَفَـيَاتهم وموالدهم، ومن جمع منهم كل عصر فوقع لي منهم شيء حملني على الاستزادة وكثرة التتبع، فعمدت إلى مطالعة الكتب الموسومة بهذا الفن، وأخذت من أفواه الأئمة المتقنين له ما لم أجده في كتاب، ولم أزل على ذلك حتى حصل عندي منه مسودات كثيرة في سنين عديدة، وغلق على خاطري بعضه فصرت إذا احتجت إلى معاودة شيء منه لا أصل إليه إلا بعد التعب في استخراجه، لكونه غير مرتب، فاضطررت إلى ترتيبه، فرأيت على حروف المعجم أيسر منه على السنين، فعدلت إليه، والتزمت فيه تقديم من كان أول اسمه الهمزة، ثم من كان ثاني حرف من اسمه الهمزة أو ما هو أقرب إليها، على غيره، فقدمت إبراهيم على أحمد لأن الباء أقرب إلى الهمزة من الحاء، وكذلك فعلت إلى آخره، ليكون أسهل للتناول، وإن كان هذا يفضي إلى تأخير المتقدم وتقديم المتأخر في العصر وإدخال من ليس من الجنس بين المتجانسين، لكن هذه المصلحة أحوجت إليه، ولم أذكر في هذا المختصر أحداً من الصحابة رضوان الله عليهم، ولا من التابعين، إلا جماعة يسيرة تدعو حاجة كثير من الناس إلى معرفة أحوالهم، وكذلك الخلفاء: ولم أذكر أحداً منهم اكتفاء بالمصنفات الكثيرة في هذا الباب، لكن ذكرت جماعة من الأفاضل الذين شاهدتهم ونقلت عنهم، أو كانوا في زمني ولم أرهم، ليطلع على حالهم من يأتي بعدي، ولم أقصر هذا المختصر على طائفة مخصوصة مثل العلماء أو الملوك أو الأمراء أو الوزراء أو الشعراء، بل كل من له شهرة بين الناس ويقع السؤال عنه ذكرته وأتيت من أحواله بما وفقت عليه، مع الإيجاز كيلا يطول الكتاب، أثبت وفاته ومولده إن قدرت عليه، ورفعت نسبه على ما ظفرت به، وقيدت من الألفاظ ما لا يؤمن تصحيفه، وذكرت من محاسن كل شخص ما يليق به من مكرمة أو نادرة أو شعر أو رسالة ليتفكه به متأمله ولا يراه مقصوراً على أسلوب واحد فيملّه، والدواعي إنما تنبعث لتصفح الكتاب إذا كان مفنناً، وبعد أن صار كذلك لم يكن بد من استفتاحه بخطبة وجيزة للتبرك بها؛ فنشأ من مجموع ذلك هذا الكتاب، وجعلته تذكرة لنفسي ، وسميته كتاب وَفَـيَات الأعيان وأنباء أبناء الزمان . | وفيات الأعيان وأنباء أبناء الزمان |

## الإضافات
لقى كتاب وفيات الأعيان من الذيوع لدي العلماء والأدباء والعناية منهم ما استدعى مزيد عناية به، فتتبعوه فيما غفل عنه من تراجم الفضلاء وأهل الشهرة فألف ابن شاكر الكتبي (توفي 764 هـ / 1363 م) «فوات الوفيات والذيل عليها»، وألف على ما يقترب من نسقه صلاح الدين الصفدي موسوعته الضخمة «الوافي في الوفيات» ومعاصرهما شمس الدين الذهبي كتابه «سِيَر أعلام النبلاء»، ثم من بعده ابن العماد الحنبلي في كتاب «شذرات الذهب في أخبار من ذهب» مرتباً على سنوات الوفاة، وقد ضمنه موجزاً واختصر فيه غيره من كتب التاريخ والتراجم.